# モジュラー形式
モジュラー形式は、モジュラー群という大きな群についての対称性をもつ上半平面上の複素解析的関数である。歴史的には数論で興味をもたれる対象であり、現代においても主要な研究対象である一方で、代数トポロジーや弦理論などの他分野にも現れる。
モジュラー関数（英: modular function）は重さ 0 、つまりモジュラー群の作用に関して不変であるモジュラー形式のことを言う。そしてそれゆえに、直線束の切断としてではなく、モジュラー領域上の関数として理解することができる。また、「モジュラー関数」はモジュラー群について不変なモジュラー形式であるが、無限遠点で f(z) が正則性を満たすという条件は必要ない。その代わり、モジュラー関数は無限遠点では有理型である。
モジュラー形式論は、もっと一般の場合である保型形式論の特別な場合であり、従って現在では、離散群の豊かな理論のもっとも具体的な部分であると見ることもできる。

## SL2(Z) のモジュラー形式

### 標準的な定義
モジュラー群とは次の群のことをいう。
{\displaystyle SL(2,\mathbf {Z} )=\left\{\left.\left({\begin{array}{cc}a&b\\c&d\end{array}}\right)\right|a,b,c,d\in \mathbf {Z} ,\ ad-bc=1\right\}}
正の整数 k に対し、重さ k のモジュラー形式とは、次の 3つの条件を満たす上半平面 H = {z ∈ C, Im(z) > 0} 上の複素数値関数 f である。
(1) f は H 上の正則関数である。
(2) H のすべての z と上記の SL(2,Z) のすべての行列に対し、
{\displaystyle f\left({\frac {az+b}{cz+d}}\right)=(cz+d)^{k}f(z)}
が成立する。
(3) f は、z → i∞ として正則である。
注意：
- 奇数の k に対し、零関数しか第二の条件を満たさないことに注意する。
- 第三の条件は f が「カスプにおいて正則である」ということもできる。用語は以下で説明する。
- 第二の条件は、行列 {\displaystyle S=\left({\begin{array}{cc}0&-1\\1&0\end{array}}\right)} と {\displaystyle T=\left({\begin{array}{cc}1&1\\0&1\end{array}}\right)} で考えると、

{\displaystyle f(-1/z)=z^{k}f(z)\,}
と
{\displaystyle f(z+1)=f(z)\,}
であることが分かる。S と T はモジュラー群 SL(2,Z) を生成するので、上の第二の条件はこれら 2つの条件と同値である。
- {\displaystyle f(z+1)=f(z)}

であるので、モジュラー形式は周期 1 をもつ周期関数であり、従ってフーリエ級数展開を持つ。

### 格子上の関数としての扱い
重さ k のモジュラー形式は複素数全体の成す集合 C における格子 Λ の集合上の関数 F で条件
1. 格子 ⟨α, z⟩ が定数 α と変数 z で生成されるならば、F(Λ) は z の解析関数である。
2. α が 0 でない複素数で、αΛ を Λ の各元に α を掛けることによって得られる格子とするとき、F(αΛ) = α−kF(Λ) を満たす。
3. F(Λ) の絶対値は、 Λ の 0 でない最小の元の 0 からの距離が有界である限りにおいて、有界である。

をみたすものとして考えることができる。k = 0 のとき、条件 2 は F が格子の相似類にしか依らないことを言っている。条件 3 をみたす重さ 0 のモジュラー形式は定数関数のみである。条件 3 を外して、関数が極を持つことを許せば、荷重 0 の場合の例としてモジュラー関数と呼ばれるものを考 えることができる。
このように定めたモジュラー形式 F を複素一変数の関数に変換するのは簡単で、z = x + iy で  y > 0 かつ f(z) = F(⟨1, z⟩) とすればよい（y = 0 とすると 1 と z が格子を生成できないので、y が正である場合にのみに限って考える）。前節の条件 2 はここでは、（モジュラー群の作用として）整数 a, b, c, d で ad − bc = 1 を満たすものに対する関数等式
{\displaystyle f\left({az+b \over cz+d}\right)=(cz+d)^{k}f(z)}
となる。たとえば
{\displaystyle f(-1/z)=F(\langle 1,-1/z\rangle )=z^{k}F(\langle z,-1\rangle )=z^{k}F(\langle 1,z\rangle )=z^{k}f(z)}
などである。

### モジュラー曲線上の関数としての扱い
C の格子 Λ は C 上の楕円曲線 C/Λ を決定する。上で格子の集合上の関数とみなせることを説明したが、同じように楕円曲線の集合の上の関数ともみなすことができる。このようにして、モジュラー形式はモジュラー曲線の上の直線束の切断と考えることができる。たとえば、楕円曲線の j-不変量はモジュラー曲線の有理関数体の生成元である。
直線束の切断としての解釈は次のように説明できる。ベクトル空間 V にたいし射影空間 P(V) 上の関数を考える。V 上の関数 F で V の元 v ≠ 0 の成分の多項式であって、等式 F(cv) = F(v) を 0 でない任意のスカラー c についてみたすようなものを考えると、そのようなものは定数関数しか存在しない。条件をゆるめて多項式の代わりに分母をつけて有理関数を考えれば、F として同じ次数のふたつの斉次多項式の比とすることができる。あるいは F は多項式のままにしておいて、定数 c に関する条件を F(cv) = ckF(v) と緩めれば、そのような関数は k 次の斉次多項式である。斉次多項式の全体は実際には P(V) 上の関数ではないのだから、P(V) の関数が記述する幾何学的な内容を、本当に斉次多項式が記述できるのかと考えるのは自然である。これは代数幾何学において層（この場合は直線束）の切断を考える事に相当する。これは、モジュラー形式についての状況とちょうど対応する話になっている。

## 例
偶数 k > 2 に対して Ek(Λ) を、
{\displaystyle E_{k}(\Lambda )=\sum _{\lambda \in \Lambda -0}\lambda ^{-k}}
と定義する。これはアイゼンシュタイン級数とよばれる重さ k のモジュラー形式である。
条件 k > 2 は収束のために必要である。k が奇数のとき λ−k と (−λ)−k とが互いに打ち消しあい、級数は 0 になる。
Rn の偶ユニモジュラー格子(even unimodular lattice) L とは、その基底をならべてできる行列の行列式が 1 で、L の元の長さの平方がすべて偶数であるという条件を満たす格子である。たとえばテータ関数
{\displaystyle \vartheta _{L}(z)=\sum _{\lambda \in L}e^{\pi i\Vert \lambda \Vert ^{2}z}}
は、ポアソン和公式により重さ n/2 のモジュラー形式である。偶ユニモジュラー格子を構成するのは容易ではないが、次のような構成法がある。n を 8 で割れる整数とし、Rn のベクトル v で、 2v の各成分が全て偶数あるいは全て奇数であり、かつ v の成分の和が偶数、となるようなもの全てを考える。このような格子を Ln とする。n = 8 のとき、これは E8 と呼ばれるルート系のルートによって張られる格子である。
格子 L8 × L8 と L16 は相似ではないが、重さ 8 のモジュラー形式はスカラー倍の違いを除いてただひとつしかないため、
{\displaystyle \vartheta _{L_{8}\times L_{8}}(z)=\vartheta _{L_{16}}(z)}
となることがわかる。ジョン・ミルナーは R16 をこれらふたつの格子で割って得られる 16-次元トーラスは互いに等スペクトルだが等長でないコンパクトリーマン多様体の例を与えることを注意している。（太鼓の音を聞いて形がわかるか(Hearing the shape of a drum)を参照）

## モジュラー関数
複素変数複素数値の関数 f がモジュラーである、あるいはモジュラー関数とは、以下の条件
1. f は上半平面 H 上で有理型である;
2. モジュラー群 Γ に属する任意の行列 M に対して f(Mτ) = f(τ) を満たす;
3. f のフーリエ級数は{\displaystyle f(\tau )=\sum _{n=-m}^{\infty }a(n)e^{2i\pi n\tau }}の形に表され、これは下に有界、つまり e2iπτのローラン多項式であり、したがって尖点においても有理型である

を満たすものを言う。任意のモジュラー関数がクラインの絶対不変量 j (τ) の有理関数として表され、また j (τ) の有理関数がモジュラー関数となることが示せる。さらに、任意の解析的モジュラー関数はモジュラー形式となるが、逆は必ずしも成り立たないことも示される。モジュラー関数 f が恒等的に 0 でないならば、基本領域 RΓ の閉包における f の零点の個数と極の個数とは一致する。

## 一般レベルのモジュラー形式
上で定義したモジュラー形式の {\displaystyle z\mapsto {\frac {az+b}{cz+d}}}  に関する f の振る舞いについての条件を群 SL2(Z) にたいしてではなく、その適切な部分群の元にのみついて課すことにより、より一般のモジュラー形式を定義できる。

## リーマン面Γ∖H{\displaystyle \Gamma \backslash H}*
Γ を SL(2,Z) の部分群で有限な指数を持つとすると、そのような群 Γ は、SL(2,Z) と同様に上半平面 H に作用する。商位相空間{\displaystyle \Gamma \backslash H} はハウスドルフ空間であることが示される。この空間は必ずしもコンパクトでないが、カスプ（尖点）と呼ばれる有限個の点を加えてコンパクト化できる。カスプは H の境界を実軸とみなしたときにそのうちで有理数 Q に対応する点もしくは ∞ であり、その点を固定する Γ の放物元（トレースが ±2 である行列）が存在するような点をさす。これをつけ加えてコンパクトな位相空間 {\displaystyle \Gamma \backslash H}* を考える事ができる。この商空間にリーマン面の構造を与えることができ、{\displaystyle \Gamma \backslash H} 上の正則関数や有理型関数を定義することができる。
重要な例として、正整数 N に対し合同部分群 Γ0(N) は
{\displaystyle \Gamma _{0}(N)=\left\{{\begin{pmatrix}a&b\\c&d\end{pmatrix}}\in SL_{2}(\mathbf {Z} ):c\equiv 0{\pmod {N}}\right\}}
と定義される。また k を正整数 として、重さ k の、レベル (level) N （あるいはレベル群 Γ0(N)）を持つモジュラー形式 (modular form) とは上半平面上で正則な関数 f であって、任意の
{\displaystyle {\begin{pmatrix}a&b\\c&d\end{pmatrix}}\in \Gamma _{0}(N)}
と上半平面上の任意の点 z に対して
{\displaystyle f\left({\frac {az+b}{cz+d}}\right)=(cz+d)^{k}f(z)}
を満たし、かつカスプ上で f が有理型となるようなものをいう。ここに「カスプにおいて有理型」であるとは、虚軸の正部分に沿った z → i ∞ なる極限においてモジュラー形式が有理型であることをいう。
f(z + 1) = f(z) すなわち、モジュラー形式が周期 1 を持つ周期関数であり、したがってフーリエ級数展開を持つことに注意。

### 定義
Γ の重さ k のモジュラー形式とは、H 上の関数であり、H 上と Γ の全てのカスプで正則であり Γ の全ての行列について関数方程式を満たすものを言う。繰り返しになるが、全てのカスプでゼロとなるモジュラー形式を Γ のカスプ形式という（尖点形式ともいう）。ウェイト k のモジュラー形式とカスプ形式 C-ベクトル空間をそれぞれ、Mk(Γ) と Sk(Γ) で表す。同様に、{\displaystyle \Gamma \backslash H}* の上の有理型関数を Γ のモジュラー関数と呼ぶ。Γ = Γ0(N) の場合は、モジュラー/カスプ形式とも呼ばれるし、またレベル N の関数とも呼ばれる。Γ = Γ(1) = SL2(Z) のときには、前に述べたモジュラー形式の定義に一致する。

### 結果
リーマン面の理論を {\displaystyle \Gamma \backslash H}* へ適用すると、さらにモジュラー形式とモジュラー関数についての深い情報が得られる。例えば、空間 Mk(Γ) と Sk(Γ) は有限次元であり、これらの次元はリーマン・ロッホの定理のおかげで、H へ作用する Γ-作用の幾何学のことばで、次のように計算することができる。
{\displaystyle \dim _{\mathbf {C} }M_{k}(SL(2,\mathbf {Z} ))=\left\{{\begin{array}{ll}\lfloor k/12\rfloor &k\equiv 2{\pmod {12}}\\\lfloor k/12\rfloor +1&{\text{else}}\end{array}}\right.}
ここに、{\displaystyle \lfloor -\rfloor } は、床関数を表す。
モジュラー関数全体は、リーマン面の関数体を構成するので、（C 上の）超越次数 1 の体を構成する。モジュラー関数 f が恒等的にゼロでないとすると、f のゼロ点の数は、基本領域(fundamental region) HΓ の閉包の中の f の極の数に等しい。レベル N (N ≥ 1) のモジュラー関数の体は、関数 j (z) と j (Nz) により生成されることを示すことができる。

### q-展開
モジュラー形式の q-展開 (q-expansion) はカスプにおけるローラン級数、あるいは同じことだが（ノーム(nome)の平方）q = exp(2πiz) のローラン級数として表されるフーリエ級数である。実際、複素関数 "exp" はガウス平面上では消えないので q ≠ 0 だが、実軸の負の部分に沿って w → −∞ とした極限で exp(w) → 0 なので、2πiz → −∞ すなわち虚軸の正の部分に沿って z → i ∞ とした極限で q → 0 である。したがって、q-展開はカスプにおけるローラン級数になっている。
「カスプにおいて有理型」というは、負冪の項の係数のうち 0 でないものが有限個しかないという意味であり、したがって q-展開
{\displaystyle f(z)=\sum _{n=-m}^{\infty }c_{n}\exp(2\pi inz)=\sum _{n=-m}^{\infty }c_{n}q^{n}.}
は下に有界かつ q = 0 において有理型である。ここに、係数 cn は f のフーリエ係数であり、整数 m は f の i ∞ における極の位数である。

### 整形式とカスプ形式
モジュラー形式 f がカスプにおいても正則（つまり q = 0 において極を持たない）ならば、整モジュラー形式 (entire modular form) であるという。また f がカスプにおいて有理型だが正則ではないとき、非整モジュラー形式 (non-entire modular form) という。たとえば、j-不変量はウェイト 0 の非整モジュラー形式であり、i ∞ において一位の極を持つ。
モジュラー形式 f が整かつ q = 0 で消えている（したがって c0 = 0）ならば、f はカスプ形式と呼ぶ。このとき、cn ≠ 0 なる最小の n は i ∞ における f の零点の位数である。

### 保型因子とその他の一般化
ほかによくある一般化としては、ウェイト k が整数で無い場合を許すとか、関数等式に ε(a, b, c, d) なる因子で |ε(a, b, c, d)| = 1 となるようなものが現れるのを許して
{\displaystyle f\left({\frac {az+b}{cz+d}}\right)=\varepsilon (a,b,c,d)(cz+d)^{k}f(z).}
とするなどである。ここで ε(a, b, c, d)(cz + d)k の形の関数はモジュラー形式の保型因子として知られる。
保型因子を許せば、デデキントのイータ関数のような関数もウェイト 1/2 のモジュラー形式として理論の範疇に入る。そして例えば、χ が N を法とする ディリクレ指標とすれば、ウェイト k でレベル N のディリクレ指標 χ を指標としてもつモジュラー形式とは、上半平面上で正則な関数 f で任意の 
{\displaystyle {\begin{pmatrix}a&b\\c&d\end{pmatrix}}\in \Gamma _{0}(N)}
と上半平面上の点 z について
{\displaystyle f\left({\frac {az+b}{cz+d}}\right)=\chi (d)(cz+d)^{k}f(z)}
を満足し、かつ任意のカスプ上で正則となるものをいう。これが任意のカスプ上で消えているなばらカスプ形式と呼ぶのは同様である。
デテキント・イータ関数は、
{\displaystyle \eta (z)=q^{1/24}\prod _{n=1}^{\infty }(1-q^{n}),\ q=e^{2\pi iz}}
と定義され、モジュラー判別式 Δ(z) = η(z)24 はウェイト 12 のモジュラー形式である。この 24 という数は、次元 24 をもつリーチ格子 に関係する。有名なラマヌジャン予想は、任意の素数 p に対して qp の係数は、絶対値 2p11/2 以下であることを主張し、ピエール・ドリーニュによってヴェイユ予想に関する研究の結果より、解決された。
二番目と三番目の例はモジュラー形式と数論での、二次形式による整数の表現や分割関数のような古典的な問題との関連に手がかりを与える。ヘッケ作用素の理論は、モジュラー形式と数論との極めて重大な概念的つながりを提供し、また、モジュラー形式論と表現論との関連も与える。

## 一般化
モジュラー形式の（上で述べたものの更なる）一般化としては、いくつかの概念が存在する。複素解析的であるという仮定は強い仮定であるので、一般化に際しては落とすことになる。
マース形式は、ラプラス作用素の実解析的固有関数だが、正則でない場合をいう。弱マース形式の正則部分は、本質的にラマヌジャンのモックテータ函数 となることがわかる。マース形式に作用する群として SL2(Z) の部分群でないようなものを考えることはできない。  
ヒルベルト・モジュラー形式は、いずれも上半平面に属する n 個の複素変数をもつ関数で、総実代数体を成分に持つ 2 × 2 行列に対してモジュラー関係式を満足するものである。  
ジーゲル・モジュラー形式は、本項で述べたモジュラー形式が SL2(R) に対応付けられるものであるというのと同じ意味で、巨大な斜交群に対応付けられるものである。別な言い方をすれば、モジュラー形式が楕円曲線に関連付けられる（このことを強調するために楕円モジュラー形式と呼ばれることがある）ものであるというのと同じ意味で、ジーゲル・モジュラー形式はアーベル多様体に関連付けられるものである。
ヤコビ形式は、モジュラー形式と楕円関数とを混ぜたものである。そのような関数の例はヤコビのテータ関数と種数 2 のジーゲル・モジュラー形式のフーリエ係数という非常に古典的なものだが、ヤコビ形式が通常のモジュラー形式論と非常に類似した算術理論を持つという知見が得られたのは比較的最近になってからのことである。
保型形式はモジュラー形式の概念を一般のリー群に対して拡張したものである。

## 歴史
モジュラー形式論は、4つの段階を経て発展してきた。はじめは、19世紀前半の楕円関数論に繋がる部分である。その後フェリックス・クラインらによって、19世紀の終わりにかけて（一変数の）保型形式の概念が理解されるようになり、エーリッヒ・ヘッケによって1925年頃から、また1960年代に、数論からの需要、とくに（かつて「谷山・志村予想」と呼ばれた）モジュラー性定理の定式化において、モジュラー形式の深い関わりが明らかにされた。 
体系的な用語としての「モジュラー形式」は、ヘッケによるものである。